# Всё самое лучшее (фильм, 1959)
«Всё самое лучшее» (англ. The Best of Everything) — американский фильм-драма 1959 года, срежиссированный Жаном Негулеско. Фильм рассказывает о профессиональной карьере и частной жизни трёх женщин, которые снимают небольшую квартиру в Нью-Йорке и работают вместе в издательстве.
В основу сценария, написанного Эдитом Соммером и Манном Рубином, легла одноимённая книга Роны Джаффе. Фильм получил две номинации на премию «Оскар».

## В ролях
- Хоуп Лэнг — Каролин Бендер
- Стивен Бойд — Майк Райс
- Сьюзи Паркер — Грегг Адамс
- Марта Хайер — Барбара Ламонт
- Дайан Бэйкер — Эйприл Моррисон
- Брайан Ахерн — Фред Шалимар
- Роберт Эванс — Декстер Кей
- Бретт Хэлси — Эдди Харрис
- Дональд Харрон — Сидни Картер
- Луи Журдан — Дэвид Сэвидж
- Джоан Кроуфорд — Аманда Фэрроу
- Гертруда Астор — главная актриса спектакля (в титрах не указана)